# De Slangenserre
De Slangenserre (oorspronkelijke titel: The Reptile Room) is het tweede deel in de serie Ellendige avonturen en is net als de andere delen geschreven door Lemony Snicket.

## Verhaal
Na hun ellende in het huis van graaf Olaf komen de wezen dit keer terecht bij Dr. Montgomery Montgomery, kortweg Oom Monty. In tegenstelling tot zijn voorganger is Monty wel erg vriendelijk. Alles gaat goed, tot Monty's nieuwe assistent Stefano arriveert. De kinderen zien direct dat hij graaf Olaf in vermomming is. Stefano zal met hen meegaan op een expeditie naar Peru.
Een dag voor vertrek wordt Monty dood aangetroffen in de slangenserre. Volgens Stefano is hij gestorven door een slangenbeet en de assistent wil nog steeds naar Peru met de kinderen. De kinderen weten echter genoeg bewijsmateriaal te verzamelen om de schuld van Stefano/Olaf te bewijzen. Toch weet hij opnieuw te ontkomen. Het boek eindigt als een man, genaamd Bram, Monty's reptielenverzameling meeneemt, nadat Mr. Poe hem gebeld had de slangen een nieuw onderkomen te geven.